# اثر هنری
اثر هنری به معنی کار هنری یا اجرا شدهٔ اثر است و به کاری گفته می‌شود که به عنوان ارزش زیبایی‌شناسی تولید شده یا در نظر گرفته شده باشد.
در گرافیک، چاپ و تبلیغات، آرت ورک آن چیزی است که آماده ارسال برای چاپ است. نظیر یک فایل کامپیوتری یا تصویری نقش شده یا چاپ شده بر روی کاغذ و مانند آن‌ها که پس از سپری کردن مراحل پیش‌از چاپ به روش لیتوگرافی، امکان تولید واسطه‌چاپی مانند فیلم و زینک یا کلیشه و گراور را میسر می‌سازد. این اصطلاح برای فیلم‌های مونتاژ شده لیتوگرافی یا فیلم‌های خارج شده از دستگاه ایمیج‌ستر و آماده انتقال یا کپی بر روی زینک چاپی یا گراورسازی نیز به کار می‌رود.
همچنین برای این مفهوم در چاپ و گرافیک از اصطلاحات دیگری چون اثر نهایی، مکانیکال، آمادهٔ کپی یا دوربین (camera-ready) بون اِ تیر (Bon a Tirer) یا چسبانده شده (paste up) نیز استفاده می‌شود.

## آرت ورک بیت مپی
کوچکترین عنصر یا مشخصه در فایلهای تصویری پیکسل نامیده میشود. پیکسل پایه و اساس ساختار فایلهای بیت مپی است. در این نظم تمامی عناصر با محدوده مربع های کوچکی که همان پیکسل ها هستند، قابل شناسایی می باشند فراوانی پیکسل ها در واحد اندازه گیری را رزولوشن (resolution) مینامند عمق یا ارزش رنگی پیکسل ها از حیث رنگ به ظرفیت ذخیره سازی نرم افزار و فرمت فایل بستگی دارد.

## آرت ورک های وکتوری
در نوع دیگر کدگذاری برای فایلهای تصویری که شامل طرح و رسم هستند از فرمولهای ریاضی برای بیان خطوط و منحنی ها استفاده می شود آت لاین اساس این برنامه هاست است تمامی اطلاعات توسط آت لاین محدود و مشخص میشود. در اغلب موارد فرمت وکتوری (۳) را پست اسکریپت میخوانند چرا که بیشتر پارامترها با خطوط ساخته می شود.
اگرچه این فرمت ساخت و پردازش اطلاعات را بر اساس فرمولهای ریاضی گونه انجام میدهد ولی رزولوشن فایل در هنگام آماده سازی قبل از چاپ (خروجی فیلم) نیز تأثیر زیادی در روند کیفی آن دارد فایل پست اسکریپت میتواند با رزولوشن خروجی های متفاوت هماهنگ شود به این ترتیب که آت لاین ها در هنگام خروجی تبدیل به پیکسل می شود و پرینت می شود.
مزیت دیگر فایلهای وکتوری، قابلیت سبکی و کم حجم بودن آن برای آرشیو و ذخیره سازی فایل ها است. شیوه جدیدی که برای ذخیره سازی اطلاعات گرافیکی در نظر گرفته شده است، ترکیبی از فرمت پیکسلی و وکتوری است که تعریف جدیدی از پست اسکریپت است و پی دی اف نام دارد. این شیوه یک محیط ایده آل برای قرارگیری و کدگذاری اطلاعات تصویری، متنی و شکلی) است.